# Эбшир, Ариэль
Арэль Эбшир (англ. Ariel Abshire; род. 3 августа 1991) — американская певица из Остина, Техас.

## Ранняя жизнь и карьера
Эбшир родилась 3 августа 1991 в Нидерленде, в штате Техас, но переехала в Остин в 2002 году, в возрасте 11 лет. Начала свою карьеру, выступая вместе с ветераном кантри-музыки — Элвином Кроу.
Попала на альтернативную сцену Техаса благодаря своему отчиму, Лэнсу Фиверу из Gals Panic, что впоследствии привело её к знакомству с Энди Шарпом, который выступил продюсером её дебютного альбома. Исполнила бэк-вокальные партии к песне Japancakes «Cardboard», и «Love To Get Used» Matt Pond PA из его мини-альбома Spring Fools. Её голос можно услышать в фильме Роберта Родригеса «Приключения Шаркбоя и Лавы», где она исполнила заглавную тему фильма в качестве вокалистки группы «The LavaGirls».
Подписав контракт с лейблом Darla Records, Эбшир выпустила два альбома, Exclamation Love, вышедший в 2008, и Still So New, вышедший в 2011 году.